# Gabrieliści
Zgromadzenie Braci Montfort św. Gabriela – katolicki zakon bracki, bezhabitowy założony w 1715 r. przez św. Ludwika Marię Grignion de Montfort. Znanego twórcę:
- Tajemnicy Maryi,
- Traktatu o prawdziwym nabożeństwie do Najświętszej Maryi Panny.

Stanowi jedną z trzech gałęzi tzw. Rodziny Montfortańskiej
(czyli 3 zgromadzeń założonych przez św. Ludwika w XVII/XVIII w.).
W 1910 r. z rąk Piusa X otrzymali prawa papieskie.
Charyzmatem tej zakonnej wspólnoty jest: szeroko pojęte nauczanie dzieci i młodzieży w duchu chrześcijańskim. W związku z tym, prowadzi liczne szkoły, które kształcą na różnych szczeblach edukacji (podstawowe, gimnazja, średnie, w Senegalu wyższe). W Polsce (w Częstochowie) prowadzi Ogólnopolskie Centrum Myśli Montfortańskiej (OCM), bursę i akademik dla młodzieży, a zarazem dom pielgrzymkowy.
Obecnie na świecie jest 1300 Braci, w 34 krajach świata, w 19 prowincjach Zgromadzenia, a także prawie 100 nowicjuszy, w większości pochodzących z Azji i Afryki. W Polsce jest 5 Braci, w tym brat z Polski przebywający na formacji zakonnej. Wspólnota wciąż się rozrasta. Obecnie Przełożonym Generalnym jest br. John Kallarackal z Indii, przebywający w Domu Generalnym w Rzymie.

## Formacja

### Aspirantura
Aspirantura trwa cały rok. Aspirant po raz pierwszy styka się z życiem zakonnym przez zamieszkanie we Wspólnocie. W tym czasie zapoznaje się z celem, duchowością, z dziełem apostolskim Wspólnoty i włącza się w jej zwyczajne życie.

### Postulat
Postulat trwa rok. Celem formacji w postulacie jest obustronne rozeznanie powołania postulanta i jego dyspozycji do życia we Wspólnocie, uzupełnienie formacji ludzkiej i chrześcijańskiej.

### Nowicjat
Nowicjat trwa dwa lata. W okresie nowicjatu ma się dokonać weryfikacja powołania nowicjusza w odniesieniu do Boga i do Wspólnoty przez jeszcze pełniejsze doświadczenie naszego sposobu życia. Nowicjusz przygotowuje się do oddania na wyłączną własność Bogu, co nastąpi przez zjednoczenie go z Chrystusem w czystości, ubóstwie i posłuszeństwie, oraz przez podjęcie przez niego misji apostolskiej, wynikającej z charyzmatu Wspólnoty. Nowicjat jest podstawowym okresem formacji. Wprowadza Braci w głębszą znajomość istoty życia zakonnego, zwłaszcza w rozumienie duchowości i prawa Zgromadzenia, a także przynagla do pogłębionej pracy nad sobą – do kształtowania charakteru, rozbudzania praktyki cnót ogólnoludzkich i chrześcijańskich tak, by przez pokorę serca, modlitwę i ofiarę, duchową żarliwość i zaparcie się siebie wzrastać w miłości Boga i ludzi.

### Śluby czasowe
Śluby czasowe Bracia składają pod koniec nowicjatu na jeden rok, a następnie ponawiają je co roku, trzy razy – aż do ślubów wieczystych.

### Profesja wieczysta
Przez profesję wieczystą bracia zostają całkowicie poświęceni Bogu i trwale włączeni do Zgromadzenia.